# Pro Patria et Libertate Sezione Calcio 1952-1953
Questa voce raccoglie le informazioni riguardanti la Pro Patria et Libertate Sezione Calcio nelle competizioni ufficiali della stagione 1952-1953.

## Stagione
Nella stagione 1952-1953 la Pro Patria disputa il campionato di Serie A, con 22 punti si piazza in diciottesima ed ultima posizione di classifica, retrocedendo in Serie B con il Como. Il torneo è stato vinto con 47 punti dall'Internazionale che ha conquistato il suo sesto scudetto tricolore.
Viene promosso dalle giovanili l'allenatore Cesare Pellegatta, biancoblù degli anni trenta, dalla Triestina arriva Giovanni Ciccarelli, a metà torneo arriva il danese Svend Jørgen Hansen. Sino a tre quarti del percorso l'andamento dei bustocchi è in linea con le attese della vigilia, poi il burrascoso insuccesso interno con la Sampdoria (0-1) del 5 aprile, la squalifica del campo e altre sei sconfitte consecutive, compromettono definitivamente la permanenza nel massimo campionato. L'ultima partita di campionato persa in casa con l'Udinese (2-3) dopo aver avuto il doppio vantaggio iniziale, avrà ripercussioni giudiziarie, un dirigente udinese aveva offerto due milioni ad alcuni calciatori biancoblù per "aggiustare" la gara, i calciatori Angelo Uboldi, Umberto Guarnieri e Ettore Mannucci sono stati squalificati a vita.

## Rosa
| N. |                      | Ruolo | Calciatore          |
| -- | -------------------- | ----- | ------------------- |
|    | Italia (bandiera)    | P     | Angelo Uboldi       |
|    | Italia (bandiera)    | D     | Spartaco Donati     |
|    | Italia (bandiera)    | D     | Paolo Marcora       |
|    | Italia (bandiera)    | D     | Alfredo Travia      |
|    | Italia (bandiera)    | D     | Giovanni Visintin   |
|    | Italia (bandiera)    | C     | Clemente Candiani   |
|    | Italia (bandiera)    | C     | Giovanni Ciccarelli |
|    | Italia (bandiera)    | C     | Antonio Fossati     |
|    | Danimarca (bandiera) | C     | Svend Jørgen Hansen |
|    | Italia (bandiera)    | C     | Giobatta Martini    |

| N. |                    | Ruolo | Calciatore          |
| -- | ------------------ | ----- | ------------------- |
|    | Italia (bandiera)  | C     | Bruno Orzan         |
|    | Italia (bandiera)  | C     | Rinaldo Settembrino |
|    | Italia (bandiera)  | C     | Guglielmo Toros     |
|    | Italia (bandiera)  | A     | Oliviero Belcastro  |
|    | Italia (bandiera)  | A     | Quinto Bertoloni    |
|    | Italia (bandiera)  | A     | Umberto Guarnieri   |
|    | Romania (bandiera) | A     | Norbert Hofling     |
|    | Italia (bandiera)  | A     | Ettore Mannucci     |
|    | Italia (bandiera)  | A     | Benvenuto Quaglia   |
|    | Italia (bandiera)  | A     | Italo Rebuzzi       |

## Risultati

### Serie A

#### Girone di andata
| Arbitro: | Maurelli (Roma) |

|                                     |           |               |
| Mayer 12’ (rig.) 20’ Bacci 54’, 78’ | Marcatori | 27’ Guarnieri |

| Arbitro: | Scaramella (Roma) |

|                               |           |                         |
| Bertoloni 7’, 48’ Holfing 27’ | Marcatori | 34’ Petagna 79’ Boscolo |

| Arbitro: | Marchese (Frattamaggiore) |

|                                           |           |              |
| Bredesen 17’ Antoniotti 38’ Bettolini 40’ | Marcatori | 27’ Mannucci |

| Arbitro: | Massai (Pisa) |

|                                           |           |  |
| Mannucci 34’ Ciccarelli 38’ Guarnieri 73’ | Marcatori |  |

| Arbitro: | Piemonte (Monfalcone) |

|                    |           |                       |
| Bertoloni 58’, 62’ | Marcatori | 15’ Nyers 17’ Lorenzi |

| Arbitro: | Jonni (Macerata) |

|               |           |  |
| Formentin 87’ | Marcatori |  |

| Arbitro: | Maurelli (Roma) |

|                            |           |  |
| Mannucci 65’ Bertoloni 75’ | Marcatori |  |

| Arbitro: | Occhinegro (Taranto) |

|                                          |           |  |
| Liedholm 46’ Nordahl 51’ Burini 60’, 75’ | Marcatori |  |

| Arbitro: | Canavesio (Torino) |

|                              |           |                           |
| Ekner 8’ (rig.) Beltandi 48’ | Marcatori | 65’ Travia 80’ Ciccarelli |

| Arbitro: | Massai (Pisa) |

|  |           |           |
|  | Marcatori | 71’ Zecca |

| Arbitro: | Silvano (Torino) |

|              |           |  |
| Bassetto 79’ | Marcatori |  |

| Arbitro: | Rigato (Mestre) |

|                                |           |             |
| Ciccarelli 29’ Settembrini 88’ | Marcatori | 40’ Di Maso |

| Arbitro: | Bellè (Venezia) |

|                                   |           |                                |
| Rebuzzi II 22’ Bertoloni 49’, 74’ | Marcatori | 3’, 20’ Hansen 32’ Carapellese |

| Arbitro: | Pieri (Trieste) |

|                |           |                              |
| Janda 39’, 56’ | Marcatori | 6’ Ciccarelli 72’ Rebuzzi II |

| Arbitro: | Orlandini (Roma) |

|                                     |           |                  |
| Rasmussen 16’ Cadè II 23’ Testa 59’ | Marcatori | 31’, 51’ Hofling |

| Arbitro: | Marchetti (Milano) |

|                  |           |  |
| Manucci 39’, 67’ | Marcatori |  |

| Arbitro: | Liverani (Torino) |

|                                                                       |           |                                |
| Moro 11’ (rig.) 24’ Montico 37’, 50’ Castaldo 71’ Darin 75’ Szoke 80’ | Marcatori | 48’, 84’ Bertoloni 53’ Hofling |

#### Girone di ritorno
| Arbitro: | Orlandini (Roma) |

|                                          |           |  |
| Bertoloni 34’ Ciccarelli 65’ Hofling 84’ | Marcatori |  |

| Arbitro: | Agnolin (Bassano del Grappa) |

|                                              |           |  |
| Dorigo 22’ Boscolo 25’ Curti 60’ De Vito 65’ | Marcatori |  |

| Arbitro: | Jonni (Macerata) |

|                      |           |  |
| Guarnieri 81’ (rig.) | Marcatori |  |

| Arbitro: | De Leo (Mestre) |

|              |           |               |
| Giovetti 22’ | Marcatori | 34’ Bertoloni |

| Arbitro: | Jonni (Macerata) |

|                  |           |             |
| Lorenzi 32’, 89’ | Marcatori | 51’ Hofling |

| Arbitro: | Liverani (Torino) |

|              |           |               |
| Bertoloni 5’ | Marcatori | 61’ Formentin |

| Arbitro: | Corallo (Lecce) |

|                                                |           |  |
| Fontanesi I 11’, 16’ Barranco 13’ Busnelli 40’ | Marcatori |  |

| Arbitro: | Agnolin (Bassano del Grappa) |

|  |           |              |
|  | Marcatori | 66’ Frignani |

| Busto Arsizio 22 marzo 1953 26ª giornata | Pro Patria      | 0 – 0 | Fiorentina | Stadio Comunale\| Arbitro: \| De Leo (Mestre) \| |
| Arbitro:                                 | De Leo (Mestre) |       |            |                                                  |

| Roma 29 marzo 1953 27ª giornata | Roma                  | 0 – 0 | Pro Patria | Stadio Nazionale\| Arbitro: \| Piemonte (Monfalcone) \| |
| Arbitro:                        | Piemonte (Monfalcone) |       |            |                                                         |

| Arbitro: | Corallo (Lecce) |

|  |           |           |
|  | Marcatori | 28’ Conti |

| Arbitro: | Piemonte (Monfalcone) |

|                                  |           |  |
| Martegani 17’ (rig.) Bettini 29’ | Marcatori |  |

| Arbitro: | Rigato (Mestre) |

|                           |           |  |
| Hansen 23’ Muccinelli 78’ | Marcatori |  |

| Arbitro: | Massai (Pisa) |

|                                 |           |                            |
| Baira 72’ Janda 80’ Savioni 90’ | Marcatori | 13’ Visintin 54’ Bertoloni |

| Arbitro: | Orlandini (Roma) |

|  |           |                              |
|  | Marcatori | 66’ Villa 85’, 88’ Rasmussen |

| Arbitro: | De Leo (Mestre) |

|                                                             |           |                     |
| Baldini 33’ (rig.) Turconi II 63’ Lavezzari 73’ Ghiandi 78’ | Marcatori | 88’ (aut.) Boniardi |

| Arbitro: | Bernardi (Bologna) |

|                             |           |                          |
| Mannucci 29’ Rebuzzi II 51’ | Marcatori | 56’, 69’ Darin 67’ Zorzi |

## Statistiche

### Statistiche di squadra
| Competizione | Punti | In casa | In casa | In casa | In casa | In casa | In casa | In trasferta | In trasferta | In trasferta | In trasferta | In trasferta | In trasferta | Totale | Totale | Totale | Totale | Totale | Totale | DR  |
| Competizione | Punti | G       | V       | N       | P       | Gf      | Gs      | G            | V            | N            | P            | Gf           | Gs           | G      | V      | N      | P      | Gf     | Gs     | DR  |
| ------------ | ----- | ------- | ------- | ------- | ------- | ------- | ------- | ------------ | ------------ | ------------ | ------------ | ------------ | ------------ | ------ | ------ | ------ | ------ | ------ | ------ | --- |
| Serie A      | 22    | 17      | 7       | 4       | 6       | 26      | 21      | 17           | 0            | 4            | 13           | 14           | 46           | 34     | 7      | 8      | 19     | 40     | 67     | -27 |

### Statistiche dei giocatori
| Giocatore       | Serie A  | Serie A |
| Giocatore       | Presenze | Reti    |
| --------------- | -------- | ------- |
| O. Belcastro    | 6        | 0       |
| Q. Bertoloni    | 32       | 13      |
| C. Candiani     | 2        | 0       |
| G. Ciccarelli   | 30       | 5       |
| S. Donati       | 3        | 0       |
| A. Fossati      | 33       | 0       |
| U. Guarnieri    | 29       | 3       |
| S. Hansen       | 12       | 0       |
| N. Hofling      | 27       | 6       |
| E. Mannucci     | 16       | 6       |
| P. Marcora      | 8        | 0       |
| G. Martini      | 27       | 0       |
| B. Orzan        | 4        | 0       |
| B. Quaglia      | 2        | 0       |
| I. Rebuzzi (II) | 18       | 3       |
| R. Settembrino  | 31       | 1       |
| G. Toros        | 24       | 0       |
| A. Travia       | 32       | 1       |
| A. Uboldi       | 34       | -67     |
| G. Visintin     | 4        | 1       |